# Liste der Bodendenkmäler in Haunsheim
Auf dieser Seite sind die Bodendenkmäler in der schwäbischen Gemeinde Haunsheim zusammengestellt. Diese Tabelle ist eine Teilliste der Liste der Bodendenkmäler in Bayern. Grundlage ist die Bayerische Denkmalliste, die auf Basis des Bayerischen Denkmalschutzgesetzes vom 1. Oktober 1973 erstmals erstellt wurde und seither durch das Bayerische Landesamt für Denkmalpflege geführt wird. Die folgenden Angaben ersetzen nicht die rechtsverbindliche Auskunft der Denkmalschutzbehörde.

## Bodendenkmäler in Haunsheim
| Lage       | Objekt                                                                                      | Akten-Nr.     | Bild |
| ---------- | ------------------------------------------------------------------------------------------- | ------------- | ---- |
| (Standort) | Siedlung vorgeschichtlicher Zeitstellung.                                                   | D-7-7328-0023 |      |
| (Standort) | Siedlung vor- und frühgeschichtlicher Zeitstellung, Viereckschanze der jüngeren Latènezeit. | D-7-7328-0024 |      |
| (Standort) | Freilandstation des Mesolithikums, Siedlung des Neolithikums, der Latènezeit                | D-7-7328-0050 |      |
| (Standort) | Grabhügel vorgeschichtlicher Zeitstellung.                                                  | D-7-7328-0051 |      |
| (Standort) | Freilandstation des Jungpaläolithikums und Mesolithikums, Siedlung der Latènezeit.          | D-7-7328-0066 |      |
| (Standort) | Freilandstation des Mesolithikums, Siedlung vorgeschichtlicher Zeitstellung.                | D-7-7328-0114 |      |
| (Standort) | Siedlung vorgeschichtlicher Zeitstellung.                                                   | D-7-7328-0162 |      |
| (Standort) | Mittelalterliche und frühneuzeitliche Befunde im Bereich der Evang.-Luth. Pfarrkirche       | D-7-7328-0196 |      |
| (Standort) | Mittelalterliche Burg, neuzeitliches Schloss Haunsheim.                                     | D-7-7328-0197 |      |
| (Standort) | Mittelalterliche und frühneuzeitliche Befunde im Bereich der Kath. Pfarrkirche St. Georg.   | D-7-7328-0199 |      |
| (Standort) | Mittelalterliche und frühneuzeitliche Befunde im Bereich der Kath. Kapelle Hl. Kreuz.       | D-7-7328-0200 |      |
| (Standort) | Siedlung vorgeschichtlicher Zeitstellung.                                                   | D-7-7328-0352 |      |
| (Standort) | Brandgräber der Urnenfelderzeit, Siedlung vorgeschichtlicher Zeitstellung.                  | D-7-7328-0353 |      |
| (Standort) | Freilandstation des Mesolithikums.                                                          | D-7-7428-0057 |      |
| (Standort) | Freilandstation des Mesolithikums, Siedlung der Bronzezeit.                                 | D-7-7428-0063 |      |
| (Standort) | Mesolithische Freilandstation, Siedlung vorgeschichtlicher Zeitstellung                     | D-7-7428-0288 |      |
| (Standort) | Viereckschanze der jüngeren Latènezeit.                                                     | D-7-7428-0291 |      |
| (Standort) | Siedlung der Latènezeit.                                                                    | D-7-7428-0292 |      |
| (Standort) | Verhüttungsplatz vor- und frühgeschichtlicher Zeitstellung.                                 | D-7-7428-0293 |      |
| (Standort) | Freilandstation des Mesolithikums, Siedlung des Neolithikums und der Latènezeit,            | D-7-7428-0500 |      |
| (Standort) | Siedlung der Linearbandkeramik und Körpergräber vor- und frühgeschichtlicher Zeit           | D-7-7428-0501 |      |
| (Standort) | Siedlung der Linearbandkeramik und des Jungneolithikums.                                    | D-7-7428-0507 |      |
| (Standort) | Straße der römischen Kaiserzeit.                                                            | D-7-7428-0514 |      |
| (Standort) | Siedlung vorgeschichtlicher Zeitstellung.                                                   | D-7-7428-0524 |      |
| (Standort) | Gräber und Siedlung der späten Bronze- und Urnenfelderzeit.                                 | D-7-7428-0525 |      |
| (Standort) | Siedlung des Neolithikums.                                                                  | D-7-7428-0529 |      |